# Efeito de canal curto
Em eletrônica, efeito de canal curto ocorre em transistores MOSFETs quando o tamanho do canal do transistor tem dimensões comparáveis a região de depleção do terminal Fonte e Dreno. Esse efeito implica particularmente na drain-induced barrier lowering, velocidade de saturação, Confinamento Quantico e hot carrier degradation.